# Germe dentário
Germe dentário é a estrutura embrionária da onde se deriva o elemento dental. É o conjunto do orgão dentário e papila dentária. Eles são rodeados pelo folículo dentário que origina as estruturas periféricas como a gengiva e o cemento, mas o folículo dentário não faz parte do germe dentário.
O órgão dentário origina o esmalte. A papila dentária origina o complexo dentina-polpa.